# Parafia św. Rocha w Barłogach
Parafia Świętego Rocha w Barłogach – rzymskokatolicka parafia położona w centralnej części gminy Grzegorzew. Administracyjnie należy do dekanatu kłodawskiego (diecezja włocławska). Zamieszkuje ją 1220 wiernych.
W 1977 r. na terenie parafii Wniebowzięcia Najświętszej Maryi Panny w Borysławicach Kościelnych został utworzony ośrodek duszpasterski, który w 1981 r. stał się samodzielną parafią.

## Duszpasterze
- proboszcz: ks. mgr Marcin Antonkiewicz

## Kościoły
- kościół parafialny: kościół św. Rocha w Barłogach

## Informacje ogólne
W skład granic administracyjnych parafii wchodzą:
- gmina Grzegorzew
  - Barłogi
  - Bylice-Kolonia
  - Emilewo
  - Grodna
  - Ponętów Dolny – część
  - Zabłocie

Placówki edukacyjne znajdujące się w granicach administracyjnych parafii:
- Barłogi
  - Szkoła Podstawowa

Odpusty parafialne:
- niedziela po 16 sierpnia – wspomnienie liturgiczne Świętego Rocha
- 29 czerwca – uroczystość Świętych Apostołów Piotra i Pawła